# Daigasso! Band Brothers
Daigasso! Band Brothers (大合奏!バンドブラザーズ Daigassō! Bando Burazāzu?, lit. "Grand Ensemble! Band Brothers") es un videojuego musical publicado y desarrollado por Nintendo para la videoconsola portátil Nintendo DS. Fue lanzado en Japón el 2 de diciembre de 2004 como un videojuego de lanzamiento para la videoconsola Nintendo DS. El videojuego presenta múltiples canciones, que incluyen música clásica, temas de televisión y música de videojuegos. El videojuego se controla utilizando tanto los botones de la DS como su pantalla táctil en ciertas partes. Utiliza una variedad de diferentes instrumentos, que se combinan selectivamente para componer una canción. Además del modo primario, los jugadores pueden jugar juntos, cada uno tocando un instrumento diferente en la canción. Los jugadores también pueden componer sus propias canciones. Iba a ser publicado en los Estados Unidos como Jam with the Band, pero nunca fue lanzado ni formalmente cancelado. Tiene una secuela titulada Jam with the Band, que se lanzó en Japón en 2008 y en Europa en 2010.

## Jugabilidad
El modo de juego para un jugador de Band Brothers incluye 35 canciones normales, además de tres canciones desbloqueables. Estas se dividen en las categorías J-Pop, World, TV (anime / acción real), Classic, y Game (que incluye una variedad de melodías de títulos de Nintendo tales como Mario, Fire Emblem y Zelda). Cada canción tiene un número de pistas disponibles para jugar, por lo general de 6 a 8, y generalmente cada pista será un instrumento diferente, aunque algunas canciones tienen más de una pista desempeñada por el mismo instrumento.
En el modo "Principiante", todas las notas están representadas por un icono del pad direccional (D- Pad) o el icono de un botón, y cualquier dirección o botón, respectivamente, reproducirá automáticamente la nota correcta.. En el modo "Aficionado", cada uno de los ocho botones de la parte frontal de la videoconsola Nintendo DS corresponden a una nota musical; también hay una batería en el que cada botón, incluso los botones L y R, toca un tambor o platillo específico. Como muchas canciones contienen partes rápidas o difíciles de jugar, están cubiertas en los modos principiante y aficionado—cuando el cursor está a punto de pasar sobre estas partes, la pantalla inferior cambiará al comando "touch"; tocando la pantalla inferior en este momento hará que las notas se reproduzcan automáticamente. Estas secciones no contribuyen a la puntuación del jugador, pero evitan que el jugador tenga que tocar estas secciones difíciles y de alta velocidad, y la activación de ellos ayuda a mantener el ritmo y el flujo de la canción.
En el modo "Profesional", el jugador debe mantener pulsado el botón L mientras que toca notas específicas para cambiar a una nota sostenida , y mantener presionado el botón R a otras notas para elevarlos una octava; algunas notas combinan ambas funciones para elevar una nota sostenida una octava. Además, la batería a veces requiere que el jugador golpee dos notas a la vez, y las secciones de la pantalla táctil deben ser jugadas de forma manual; en este punto el videojuego recibe un aumento drástico en dificultad, y esencialmente convierte a la Nintendo DS en un instrumento musical.
Mientras una canción avanza, la pantalla superior se mueve a paso de una barra a la vez (una de ellos extendiéndose a través de la pantalla horizontalmente, y las próximas se muestran debajo). Un cursor se desplaza para mostrar en que parte de la canción el jugador está actualmente, y cuando el cursor se mueve encima de la "cabeza" de una nota, el objetivo es presionar el botón que aparece en la "cabeza", y si es necesario mantenerla presionada hasta el final de la "cola". Algunas notas son largas, por lo que tendrán una cola que se extiende a través de múltiples barras, y otras notas son cortas, por lo que no tendrá ninguna cola.
Como muchos videojuegos de música basados en el ritmo, a cada nota se le da un título basado en la precisión, y las notas más precisas aumentan mucho la puntuación. Estos rangos son "Best" (la nota se tocó en el momento indicado), "Good" (la nota se tocó un poco rápido o un poco lento), "Bad" (la nota se tocó demasiado rápido o demasiado lento) y "Miss" (la nota no se tocó, o se detuvo antes de que finalice la cola). Al final de una canción, la puntuación se evalúa con un número entre 0 y 100. 

### Modo de juego libre
En el modo de juego libre el jugador busca las canciones usando arriba y abajo en el pad direccional, y selecciona una canción de la lista usando la pantalla táctil. El nivel de dificultad está indicado con estrellas, que van de 1 a 5 y se listan junto al nombre del instrumento. En los modos "Aficionado" y "Profesional" (que son juzgados por separado e intercambiados mediante un interruptor en la pantalla principal), se registra la puntuación del jugador y aparece junto al instrumento de la canción. 

### Modo de grabación de entradas
La progresión a través del videojuego se realiza en el modo de grabación de entradas o "ticket", un modo de un solo jugador en el que se debe jugar tres canciones seleccionadas al azar, dependiendo del nivel del ticket del jugador: por ejemplo, un ticket de nivel tres hará que el jugador toque las canciones usando instrumentos con una calificación de 3 estrellas de dificultad. El objetivo es jugar las tres canciones y obtener un puntaje total de 240/300, mientras se hagan los menores errores posibles; si el jugador comete demasiados errores, representado por una bomba y una mecha encendida, el juego termina.
Vencer el modo de grabación de entradas en el nivel "Principiante", que solo tiene un nivel, desbloquea el modo "Aficionado", y superando los cinco niveles del modo "Aficionado" se desbloquea el modo "Profesional". Superar los cinco niveles del nivel "Profesional" desbloquea el modo "Recording Ticket Gold", una versión más difícil que el modo profesional, de modo que se requiere una actuación casi perfecta para completar la canción, es decir. 297/300; este modo consta de un solo nivel, con canciones elegidas al azar de los 5 niveles de dificultad. 

### Multijugador
Daigasso! Band Brothers utiliza la conexión inalámbrica de la Nintendo DS para permitir que varios jugadores se unan y creen música. En este modo, de 2 a 8 jugadores, como en el modo de un jugador, cada uno toma el control de un instrumento específico en la pista de música. Cada jugador en el grupo es parte de una banda, y deben jugar la canción juntos como grupo, y cuanto mejor toque cada jugador, más en sinfonía se va a escuchar la canción. Cada nota tocada, bien o mal, puede ser escuchada en las consolas de los otros jugadores, y si cada parte en la canción es interpretada por un jugador, ninguna parte será automatizada. Las puntuaciones se miden por el porcentaje de notas tocadas; el porcentaje de cada jugador está representado por un globo en la pantalla inferior. Esto permite que todos los jugadores sepan lo que están haciendo en comparación con la puntuación de sus amigos. 

### Modo de edición
Otra característica es un completo editor de música que permite al jugador crear sus propias melodías personalizadas, usando la pantalla táctil para seleccionar las notas. Contiene las características básicas de cualquier compositor MIDI, aunque está limitado a 8 partes en una canción y no todos los instrumentos MIDI están disponibles. Este modo es usado por muchas personas para recrear temas de videojuegos u otros MIDIs utilizando un programa para convertirlos en partitura. También hay un modo en el que el jugador puede cantar o tararear una canción en el micrófono de la Nintendo DS, que será reconocido por el videojuego y se convertirá en notas en la pantalla. Cualquier pieza musical que sea creado puede ser transferida de forma inalámbrica a los videojuegos de otros jugadores para que puedan escuchar la canción. 
Lista de canciones
| J-Pop y Anime                         | World                                            | TV                                                                                                   | Clásicas                                             | Videouegos                  |
| ------------------------------------- | ------------------------------------------------ | --- | ---------------------------------------------------- | --------------------------- |
| SEASONS de Ayumi Hamasaki             | Foster Medley                                    | Fragile de Every Little Thing - Apertura de "Ainori"                                                 | Slow Classic Medley                                  | Fire Emblem - Theme         |
| Point of No Return de Chemistry       | Christmas Medley                                 | Abarenbō Shōgun Theme - Apertura de "Abarenbō Shōgun"                                                | Las Cuatro Estaciones / Primavera de Antonio Vivaldi | Zelda no Densetsu -Medley   |
| Namonaki Uta de Mr. Children          | Rusia Medley                                     | Touch de Younha - Apertura de "Touch (película)"                                                     | Athletic Medley                                      | The Legend of Zelda - Theme |
| Sora mo Toberu Hazu de Spitz          | The Entertainer de Scott Joplin                  | Gmen'75 - Apertura de "Gmen'75"                                                                      |                                                      | Hoshi no Kirby - Medley     |
| Shanghai Honey de Orange Range        | Children's Songs Medley                          | READY STEADY GO! de L'arc ~ en ~ Ciel - Segunda apertura de "Fullmetal Alchemist"                    |                                                      | Mario - Medley              |
| Zenbu Dakishimete de KinKi Kids       | When the Saints Go Marching In de Dixieland Jazz | Melissa de Porno Graffiti - Primera apertura de "Fullmetal Alchemist"                                |                                                      | Famicom -Medley             |
| Choo Choo TRAIN de Exile              | World Songs Medley                               | WAY OF DIFFERENCE de GLAY - Apertura de "Ainori"                                                     |                                                      | Pokémon -Medley             |
| Sakuranbo de Ai Otsuka                | Smoke on the Water de Deep Purple                | Kirari! Sailor Dream de Sae -- Apertura de "Bishōjo Senshi Sailormoon (Pretty Guardian Sailor Moon)" |                                                      | Bárbara Bat Theme           |
| Renai Revolution 21 de Morning Musume |                                                  | Tokusō Sentai Dekaranger de Psychic Lover - - Apertura de "Tokusō Sentai Dekaranger"                 |                                                      | F-Zero- Medley              |
| Yeah! Meccha Holiday de Aya Matsuura  |                                                  | |                                                      |                             |

## Desarrollo
El videojuego apareció por primera vez en el Tokyo Game Show en 2001, cuando fue anunciado para la videoconsola Game Boy Advance—aunque al principio fue desarrollado para la Game Boy Color—bajo el nombre provisional de Game Boy Music. En aquel entonces carecía de muchas de las características del videojuego de Nintendo DS, como la pantalla táctil y un modo multijugador inalámbrico, pero tenía una gran variedad de instrumentos para tocar. No solo presentó el mismo estilo gráfico del videojuego de la DS, sino que también introdujo a la mascota del videojuego, que eventualmente se llamaría Bárbara the Bat. El videojuego se retrasó por varias razones, pero las dos razones principales fueron:
1. La tecnología limitada de los Game Boy dificultó la producción de un buen videojuego de música, particularmente, la falta de botones y un sistema de sonido inadecuado.
2. Los desarrolladores del videojuego tuvieron problemas para conseguir la aprobación de Nintendo sobre los nuevos personajes, ya que un personaje nuevo no sería tan atractivo como un personaje ya existente.

Finalmente, Daigasso! Band Brothers fue lanzado en Japón para la Nintendo DS en 2004 como un título de lanzamiento; el videojuego también fue anunciado para América del Norte, y hasta septiembre de 2006, fue clasificado como "en desarrollo", pero desapareció del sitio web de Nintendo of América, por lo que se dio por cancelado. También se listó como "Por confirmar" en el sitio web de Nintendo Australia hasta su último relanzamiento.

### Expansión
El 26 de septiembre de 2005, Nintendo lanzó un paquete de expansión llamado Daigasso! Band Brothers Tsuika Kyoku Cartridge. La expansión viene en forma de un cartucho de GBA, que se inserta en la DS, al mismo tiempo que el videojuego. Esto hizo que Band Brothers fuese el primer juego de DS que utiliza el puerto de GBA para más que algún contenido desbloqueable menor. Cuenta con 31 nuevas canciones, que fueron elegidas basadas en una encuesta en el sitio web de Nintendo en julio de 2005. Las calificaciones de las canciones no se guardan después de jugarlos. Las canciones fueron las siguientes:
| J-Pop y Anime                                                                    | World                       | Videojuegos                           |
| -------------------------------------------------------------------------------- | --------------------------- | ------------------------------------- |
| Onegai! Senorita de ORANGE RANGE                                                 | Dragostea din tei de O-Zone | Star Fox 64 - Star Wolf Theme         |
| Zenryoku Shounen de Sukima Switch                                                |                             | Shin Onigashima - Yama e no Michi     |
| SMILY de Ai Ōtsuka                                                               |                             | Catch! Touch! Yoshi! - Tokotoko Yoshi |
| Neomelodramatic de Porno Graffiti                                                |                             | WarioWare:Touched! - SONG OF ASHLEY   |
| Hana de ORANGE RANGE                                                             |                             | Animal Crossing - Title Theme         |
| Koko ni Shika Sakanai Hana de Kobukuro                                           |                             | Donkey Kong Jungle Beat - Theme       |
| DAYS de FLOW - Apertura de "Eureka Seven"                                        |                             | Super Mario 64 DS - Slider            |
| Sakura de Ketsumeishi                                                            |                             | Famicom Tantei Club - Ayumi's Theme   |
| Eikō no Kakehashi de Yuzu                                                        |                             | Yoshi's Island - Athletic             |
| Happy Material de Mahora Gakuen Chūtōbu 2-A - Apertura de "Mahou Sensei Negima!" |                             |                                       |
| Sekai ni Hitotsu Dake no Hana de SMAP                                            |                             |                                       |
| Rewrite de ASIAN KUNG-FU GENERATION - Cuarta apertura de "Fullmetal Alchemist"   |                             |                                       |
| Starry Heavens de Day after tomorrow - Apertura de "Tales of Symphonia"          |                             |                                       |
| Azusa Ni-Gō de Karyūdo                                                           |                             |                                       |
| Tentai Kansoku de BUMP OF CHICKEN                                                |                             |                                       |
| Aoi Bench de Sasuke                                                              |                             |                                       |
| Nihon Break Kōgyō Shaka de Man Z                                                 |                             |                                       |
| Tsubasa de Undergraph                                                            |                             |                                       |
| Gekkō Ka de Janne Da Arc - Apertura de "Black Jack"                              |                             |                                       |
| Love Parade de ORANGE RANGE                                                      |                             |                                       |
| Matsuken Samba Part 2 de Ken Matsudaira                                          |                             |                                       |

### Contenido descargable
Daigasso! Band Brothers es el primer videojuego en usar el servicio de descarga de Nintendo DS en Japón, con la posibilidad de descargar nuevas canciones y guardarlas en el cartucho. Estas canciones están disponibles como música en el sitio web oficial del juego, y también sobre la expansión del cartucho.
Las canciones descargables incluyen: 
- Toko toko Yoshi (de Catch! Touch! Yoshi!)
- Donkey Kong Jungle Beat
- Slider (de Super Mario 64)
- CANCIÓN DE ASHLEY (de WarioWare: Touched!)
- Palutena no Kagami: Un conjunto
- Palutena no Kagami: la serie B

## Recepción y legado
El 26 de junio de 2008, una secuela llamada Daigasso! Band Brothers DX fue lanzado para Nintendo DS en Japón. Fue lanzado en Europa bajo el nombre de Jam with the Band el 21 de mayo de 2010. La secuela es capaz de interactuar con la Wii a través de un canal específico para videojuegos llamado Live Channel, conocido como Speaker Channel en Japón. Jam with the Band también permite al jugador descargar nuevas canciones al cartucho del videojuego con capacidad de 8 megabytes a través de la Conexión Wi-Fi de Nintendo. El 14 de noviembre de 2013, otra secuela llamada Daigasso! Band Brothers P fue lanzada para la Nintendo 3DS en Japón. Fue desarrollado por Intelligent Systems.